# Шар абстракції
Шар абстракції (Архітектурний шар) — у інформатиці, засіб розділення складних систем на простіші частини. Забезпечує приховування особливостей реалізації.

## Особливості шарів абстракції
- окремий шар переважно розглядається як єдине самодостатнє ціле
- шар вищого рівня користується послугами шару нижчого рівня
- шар нижчого рівня не знає про шар вищого рівня
- проміжний шар переважно приховує від вищого шару особливості нижчого шару
- нижчий шар може замінюватися на аналогічний за функціональністю
- нижчий шар можуть використовувати різні шари вищого рівня
- кожен шар є кандидатом на стандартизацію

При використанні шарів абстракції виникає питання визначення розбиття на шари та меж відповідальності кожного шару.

## Приклади розбиття на шари

### Комп'ютерна система
Перші обчислювачі (комп'ютери) мали лише наперед визначену функціональність. Програмовані або універсальні комп'ютери дозволяли ввести програму для виконання. Таким чином з'явились два шари — апаратного і програмного забезпечення. Збільшення вимог і ускладнення цих шарів привело до виділення додаткових шарів — у апаратному забезпеченні: мікроархітектури та машинної мови, у програмному забезпеченні — системного програмного забезпечення (операційної системи, яка також могла бути розбита на ядро та драйвери і системні бібліотеки, мови програмування), та прикладного програмного забезпечення — прикладних бібліотек, прикладних програм.

### Конвеєри
Конвеєр (pipeline) забезпечує розбиття складної операції на ряд простіших кроків, які послідовно виконуються.

#### Графічний конвеєр
В системах комп'ютерної графіки (як наприклад OpenGL) графічний конвеєр складається з
- вершинних операцій
  - перетворення координат вершин об'єкта з системи координат об'єкта у систему координат вікна відображення
  - розрахунок освітленості вершин об'єкта
  - відтинання частин об'єкта, що лежать за межами видимого об'єму
- растеризації: перетворення геометричних даних у фрагменти. Фрагменти складаються із екранних координат, кольору, текстурних координат та інших даних що формують зображення у буфері кадру
- операцій над фрагментами, які розраховують значення для запису у буфер кадру